# Coleotechnites
Coleotechnites är ett släkte av fjärilar som beskrevs av Vactor Tousey Chambers, 1880. Coleotechnites ingår i familjen stävmalar, Gelechiidae.

## Dottertaxa tillColeotechnites, i alfabetisk ordning[1]
- Coleotechnites abietisella
- Coleotechnites albicostata
- Coleotechnites alnifructella
- Coleotechnites apicitripunctella
- Coleotechnites ardas
- Coleotechnites argentialbella
- Coleotechnites atrupictella
- Coleotechnites attritella
- Coleotechnites australis
- Coleotechnites bacchariella
- Coleotechnites biopes
- Coleotechnites blastovora
- Coleotechnites canusella
- Coleotechnites carbonaria
- Coleotechnites citriella
- Coleotechnites colubrinae
- Coleotechnites condignella
- Coleotechnites coniferella
- Coleotechnites cristatella
- Coleotechnites dorsivittella
- Coleotechnites ducharmei
- Coleotechnites edulicola
- Coleotechnites elucidella
- Coleotechnites eryngiella
- Coleotechnites flagellifer
- Coleotechnites florae
- Coleotechnites gallicola
- Coleotechnites gibsonella
- Coleotechnites gilviscopella
- Coleotechnites granti
- Coleotechnites huntella
- Coleotechnites invictella
- Coleotechnites juniperella
- Coleotechnites laricis
- Coleotechnites lewisi
- Coleotechnites mackiei
- Coleotechnites macleodi
- Coleotechnites martini
- Coleotechnites milleri
- Coleotechnites moreonella
- Coleotechnites nigra
- Coleotechnites nigritus
- Coleotechnites obliquistrigella
- Coleotechnites obscurella
- Coleotechnites occidentis
- Coleotechnites penetrans
- Coleotechnites piceaella, Granbarrminerarmal
- Coleotechnites pinella
- Coleotechnites pleurosaris
- Coleotechnites ponderosae
- Coleotechnites quercivorella
- Coleotechnites resinosaa
- Coleotechnites stanfordia
- Coleotechnites starki
- Coleotechnites thujaella
- Coleotechnites thysanota
- Coleotechnites vagatioella
- Coleotechnites variiella

## Bildgalleri

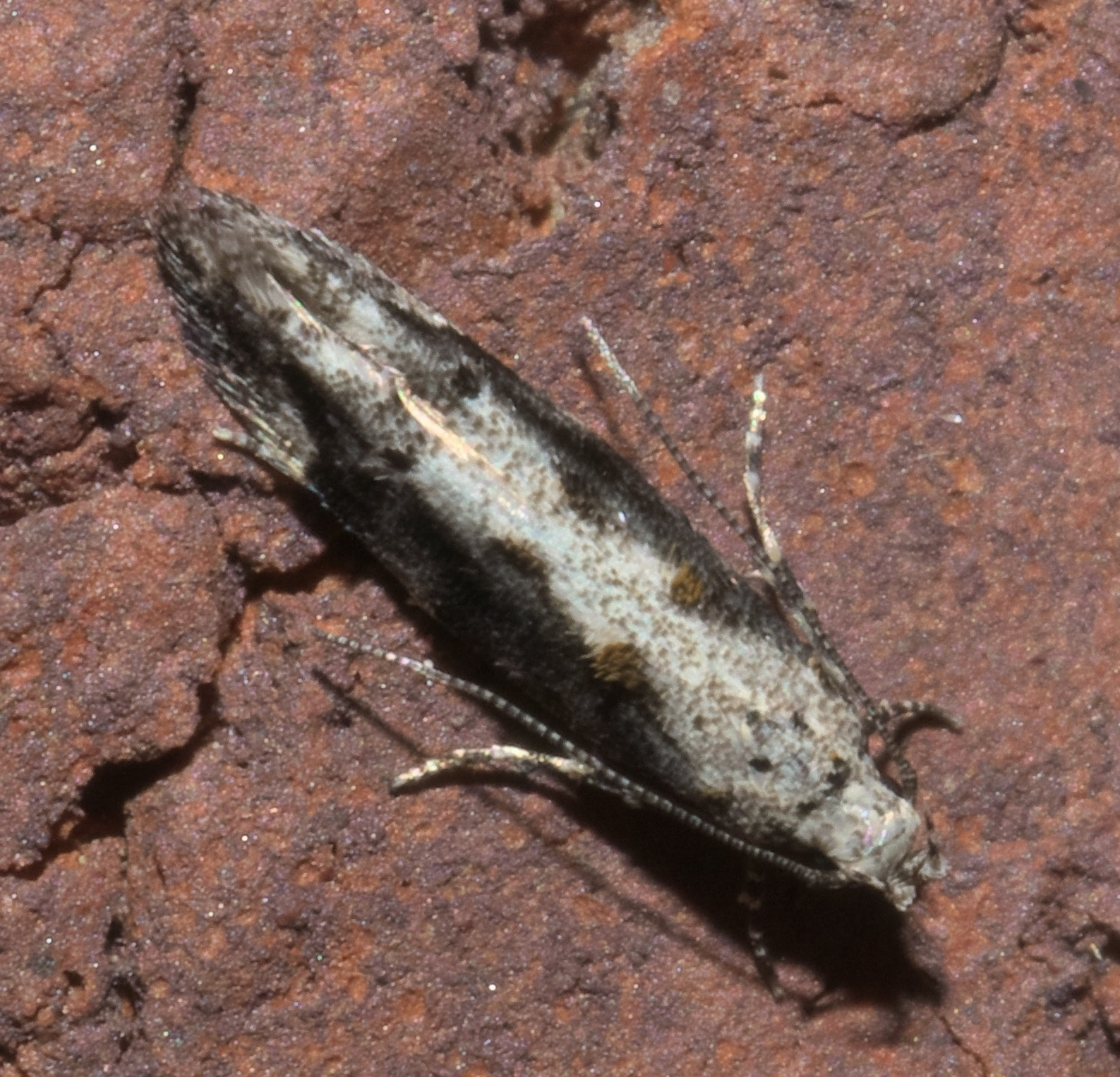
Coleotechnites florae
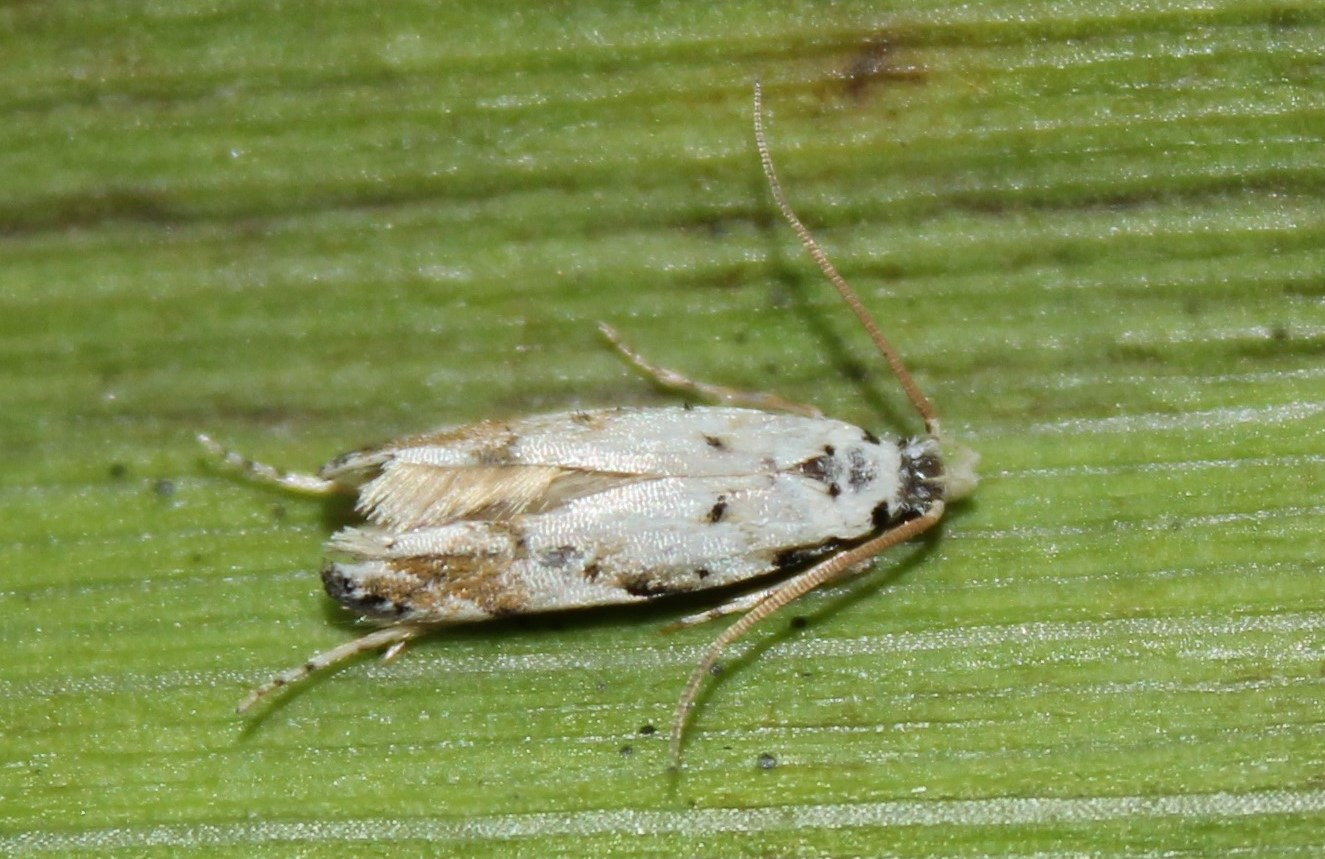
Coleotechnites eryngiella
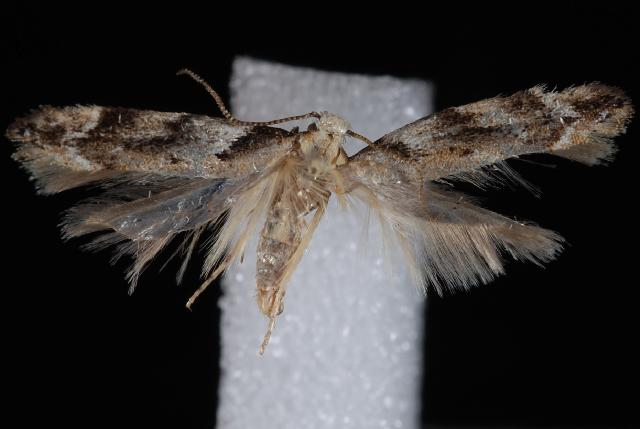
Granbarrminerarmal, Coleotechnites piceaella
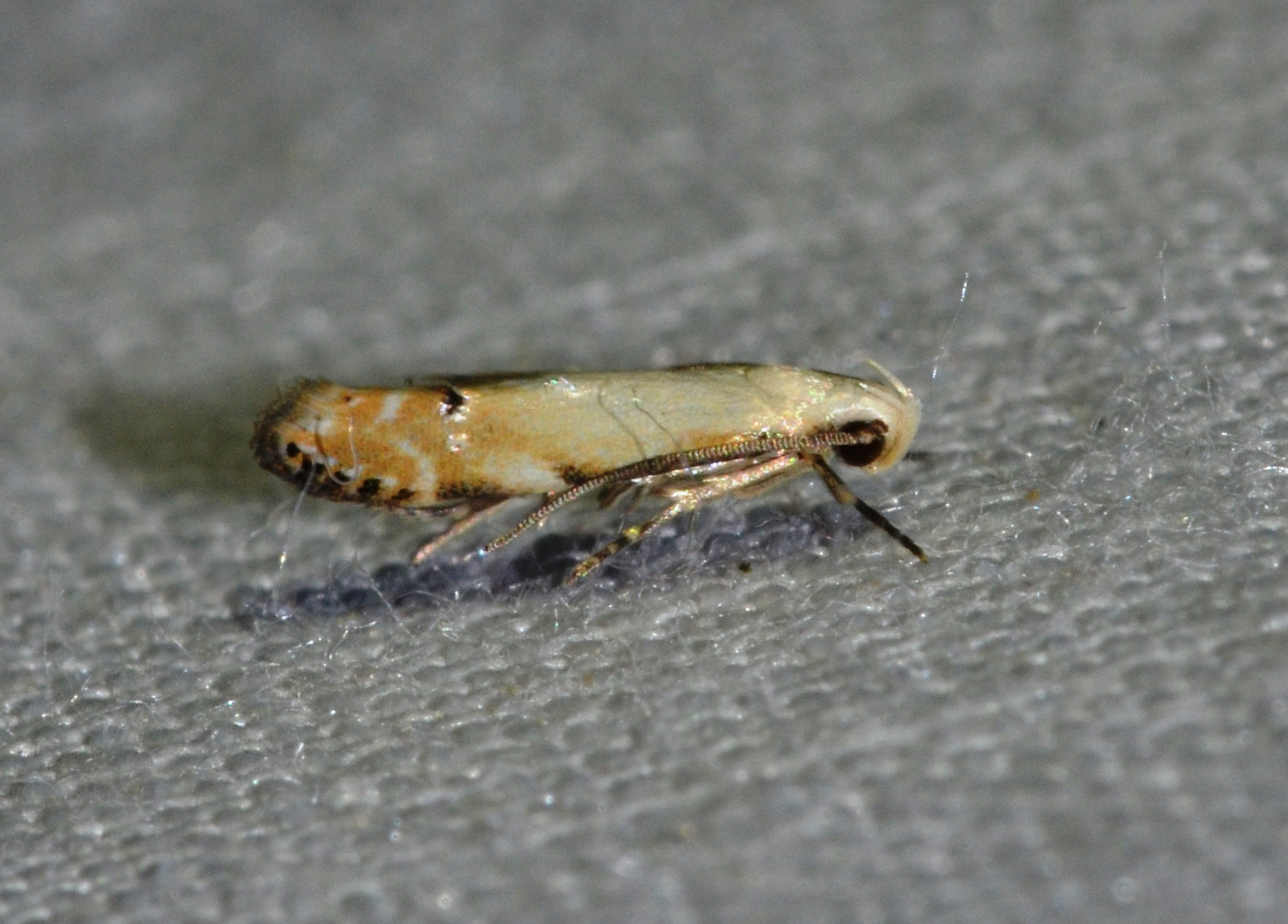
Coleotechnites variiella